# Drupi (La visiera si stacca e si indossa!)
Drupi (La visiera si stacca e si indossa!) è il quarto album di Drupi, pubblicato nel 1976. Nell'album è incluso il brano Sambariò, con il quale torna al Festival di Sanremo.

## Tracce
Lato A
1. Non sei più tu – 3:31 (Enrico Riccardi-Luigi Albertelli)
2. Io sto bene insieme a te – 3:32 (E. Riccardi-L. Albertelli)
3. Aiutami – 3:15 (E. Riccardi-L. Albertelli)
4. E già... – 4:12 (Drupi-E. Riccardi)
5. Send me some lovin' – 2:26 (Marascalco-Price)
6. L'albero – 3:05 (E. Riccardi-L. Albertelli)

Lato B
1. Voglia di te – 3:32 (E. Riccardi-L. Albertelli)
2. Lucille – 2:23 (A. Collins-R. Penniman)
3. Vecchia mia – 3:17 (E. Riccardi-L. Albertelli)
4. Non vivo – 2:58 (E. Riccardi-L. Albertelli)
5. Sambariò – 4:18 (E. Riccardi-L. Albertelli)
6. Parlavo sognavo – 5:30 (E. Riccardi-L. Albertelli)

## Formazione
- Drupi – voce
- Paolo Donnarumma – basso
- Gianni Dall'Aglio – batteria
- Claudio Bazzari – chitarra
- Enrico Riccardi – tastiera
- Pier Luigi Mucciolo – tromba
- Claudio Pascoli – sax
- Baba, Dorina Dato, Marino Sensi, Bruno Risi – cori